# Heeresmunitionsanstalt Zeven

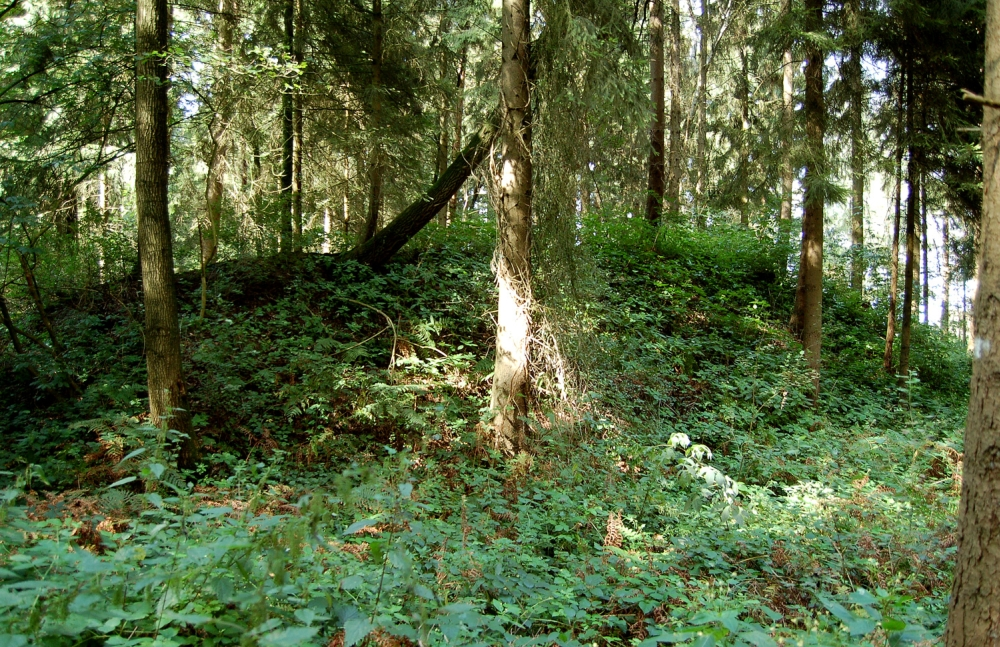
Bunkerreste in Zeven Aspe

Die Heeresmunitionsanstalt Zeven war eine heereseigene Munitionsanstalt und lag im Ortsteil Aspe der Stadt Zeven. Die Reste der Liegenschaften der ehemaligen „Muna“ bildeten nach dem Zweiten Weltkrieg die Grundlage für das heutige Industriegebiet Zeven-Aspe.

## Lage
Zeven-Aspe liegt südöstlich von Zeven. Die Zufahrt zum Areal der ehemaligen „Muna“ befindet sich an der Straße von Zeven nach Wistedt. Die Anlage lässt sich grob in drei Teile gliedern. Hinter dem Haupttor befand sich im Südwesten der administrative Bereich, im Osten der eigentliche Produktionsbereich und im gesamten Nord- und Ostbereich waren die Munitionsbunker zur Einlagerung der fertigen Munition.

## Geschichte 1939–1945

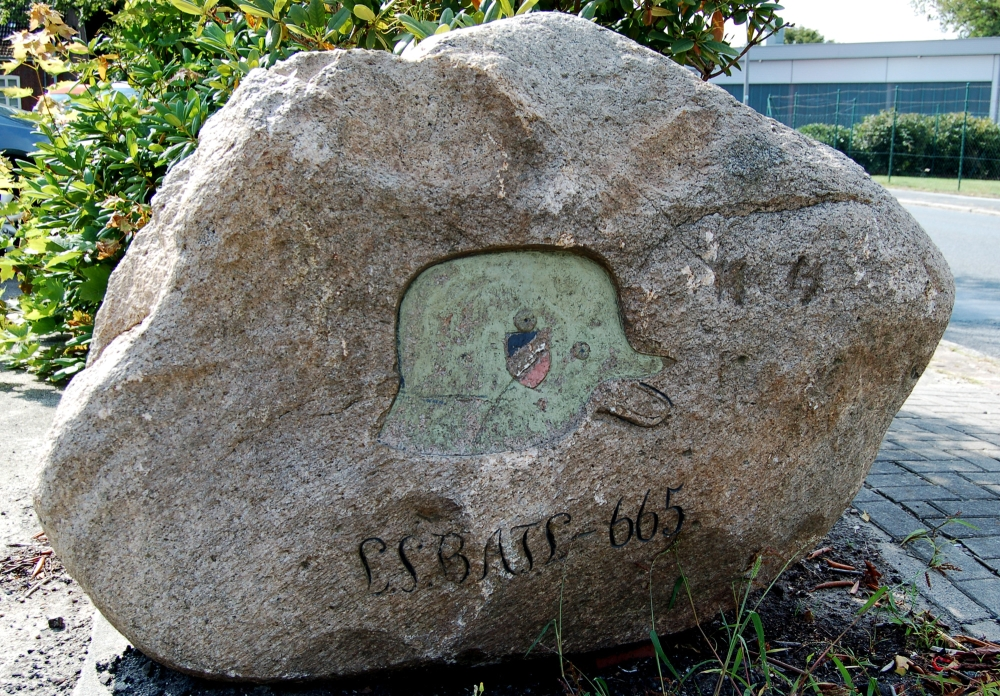
Findling der Landesschützen an der Industriestraße

Auf Grund des dichten Baumbestandes kaufte die Heeresbauverwaltung Hamburg das Gebiet „Aspe“ auf, wobei in Zivil gekleidete Herren im Mai 1939 die ersten Verträge mit betroffenen Grundeigentümern abschlossen. Die Verträge wurden am 8. Mai 1939 unterschrieben, und am selben Tag wurde bekanntgegeben, dass es niemandem mehr gestattet sei, auf dem Areal einen Baum zu schlagen. Am 9. Mai wurde bereits die erste Zuwiderhandlung festgestellt. Wie bei allen anderen Anlagen dieser Art hatte auf Grund der Tarnung der Erhalt des Bewuchses eine besondere Bedeutung. Die Bauarbeiten verliefen recht zügig, und bereits 1940 wurden einige Teilbereiche in Betrieb genommen. Insgesamt waren es rund 40 Gebäude – von der Verwaltung bis zur Pechküche – und etwa 90 Bunker, die auf dem Gelände entstanden.
Die Hauptaufgabe der Produktionsstätten in Zeven-Aspe war das Befüllen von Munition (z. B. Patronen für Handfeuerwaffen, Panzer- und Artilleriegranaten, Minen). Neben Arbeitskräften aus der deutschen Bevölkerung, die dort zum Teil auch ihren Reichsarbeitsdienst ableisteten, wurden im Laufe des Zweiten Weltkrieges auch ausländische Arbeitskräfte eingesetzt. In der Nähe war im „Lager Aspe“ eine Unterkunft für Kriegsgefangene eingerichtet. Diese mussten in der Munitionsproduktion arbeiten. Bewacht wurde das Arbeitslager von Landesschützen. Mit der Einnahme Zevens am 24. April 1945 durch britische Verbände endete auch für die Heeresmunitionsanstalt Zeven der Zweite Weltkrieg. Eng verbunden ist die Geschichte der Einrichtung mit dem Stammlager X B in Sandbostel.

## Geschichte nach 1945
Bis 1946 wurde die eingelagerte Munition abtransportiert und vernichtet. Sämtliche Munitionsbunker wurden von den Engländern gesprengt, brauchbare Steine zum Teil zum Bau von Wohnhäusern verwendet.

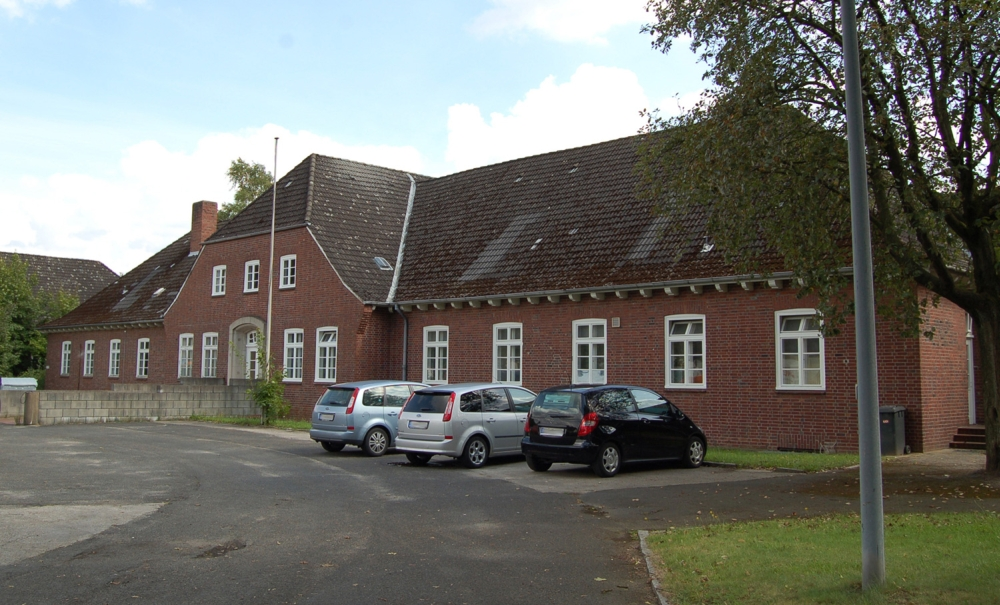
Muna Zeven Verwaltungsgebäude Industriestraße

 Trotzdem finden sich noch heute Reste von Bunkern auf dem ehemaligen Muna-Gelände. Nach der Demilitarisierung des Großteils der Anlage wurde das Areal mit seiner Infrastruktur zur Ansiedlung von Unternehmen genutzt, die – oder deren Nachfolger – teilweise noch immer existieren (z. B. der Gummiwarenhersteller MAPA oder der Milchverarbeitungsbetrieb Nordmilch eG). Außerdem wurde dort 1947 das „Waldkrankenhaus“ eingerichtet (aufgelöst 1. September 1958) und wenige Jahre später auch ein Altenheim. Einige Teile der ehemaligen Muna-Gebäude dienten auch als Wohngebäude oder Internat. Andere Flächen wurden wieder forstwirtschaftlich genutzt. Heute ist das Industriegebiet Zeven-Aspe eine der wirtschaftlichen Säulen der Stadt.